# Sciah Pracy
Sciah Pracy (biał. Сцяг Працы; ros. Знамя Труда, Znamia Truda) – osiedle na Białorusi, w obwodzie homelskim, w rejonie homelskim, w sielsowiecie Ułukauje.